# Postrakete

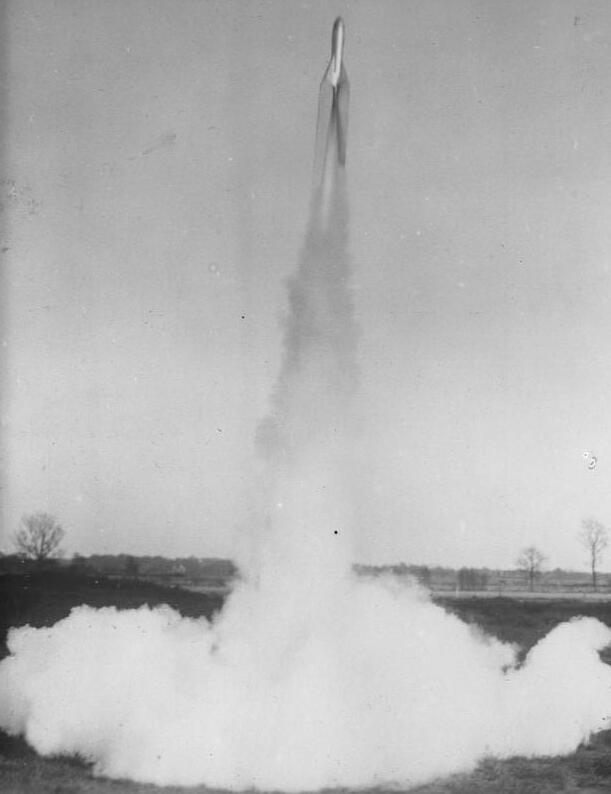
15. April 1931: Am Dümmer bei Osnabrück wird die erste deutsche, von Reinhold Tiling konstruierte Postrakete getestet

Die Postrakete war eine in den 1930er Jahren entwickelte Rakete zur Beförderung von Briefsendungen. Sie verfügte über einen primitiven, einstufigen Antrieb und hatte ein Fach für die Postsendungen im Kopf der Rakete. Da die Rakete nur einmal verwendbar war und sowohl von der Zielgenauigkeit als auch von der Kosteneffizienz viel zu wünschen übrig ließ, kam sie von Beginn an nie zur kommerziellen Anwendung. Auch scheiterte sie an der zeitlich schnell verlaufenden Entwicklung des Flugverkehrs, der diese Aufgabe wesentlich kostengünstiger übernehmen konnte.

## Erster Start
Die erste Postrakete wurde am 2. Februar 1931 erfolgreich von dem in Graz lebenden Forscher Friedrich Schmiedl auf dem nördlich von Graz befindlichen Schöckl gezündet. Von ihm stammten schon Ideen aus dem Jahr 1914, im Alter von 12 Jahren, Post mit einer Rakete aus Przemyśl herauszuschießen. Sie wurden aber nicht ernst genommen. Die ferngesteuerte Rakete V 7 (V für Versuchsrakete) erreichte das Dorf St. Radegund in etwa fünf Kilometer Entfernung und landete mithilfe eines Fallschirms. Sie transportierte 102 Briefe. Die erste in Österreich als regulär angesehene Postrakete war die R 1, die Schmiedl am 9. September 1931 auf dem Hochtrötsch in der Gemeinde Semriach zündete. In der Folge beförderte er noch einige weitere Male erfolgreich Postsendungen auf diese Art.

## Das Scheitern einer Idee
Schmiedl schwebte vor, Postraketen zur Beförderung von Poststücken zwischen schwer erreichbaren Gebirgsdörfern und zwischen großen Städten einzusetzen, die Idee fand jedoch bei den zuständigen österreichischen Postfunktionären keinen Anklang.
Ähnliche Vorstellungen existierten zur gleichen Zeit auch in Deutschland. So wurde etwa an eine Raketenpostlinie Berlin–Köln gedacht, und andernorts startete der Konstrukteur Gerhard Zucker 1933 mehrere Postraketen in Cuxhaven und im Harz. Aber auch hier konnte sich die Idee nicht durchsetzen. Als Zucker 1934 seine Vorstellungen über diese Art der Brief- und Postkartenbeförderung den nationalsozialistischen Behörden darlegte, wurden ihm Forschungsmittel angeboten, um stattdessen seine Raketen mit Bomben zu bestücken, was Zucker ablehnte und ihn folglich bei den neuen Machthabern in Misskredit brachte. Daraufhin nach Großbritannien emigriert, versuchte Zucker dort, die Behörden für den Einsatz von Postraketen zu interessieren. Erfolgreiche Versuche in der Grafschaft Sussex brachten mediales Echo („Erste britische Raketenpost“) und ließen Zucker an eine Raketenpostverbindung zwischen Dover und Calais denken. Doch eine anschließende technisch missglückte Demonstration am 31. Juli 1934 vor offiziellen Vertretern auf den Äußeren Hebriden-Inseln verhinderte einen Erfolg. Beide Raketen explodierten, Post fiel „wie Konfetti“ vom Himmel. Wieder in Deutschland, unternahm Zucker noch in den 1970er Jahren Versuche mit Postraketenstarts. Doch nachdem bei dem Unglück bei der Raketenvorführung in Braunlage 1964 zwei Menschen ums Leben gekommen waren, wurde die Gesetzgebung entsprechend geändert, sodass fortan der Abschuss von Raketen mit einer Flughöhe über 100 m durch Privatpersonen untersagt wurde.
In Österreich war die Idee einer Raketenpost schon früher zu Ende. Friedrich Schmiedl träumte zwar unter anderem von einer Raketenpostlinie Ljubljana-Graz-Bern, musste aber durch neue gesetzliche Bestimmungen von 1934 seine Vorhaben aufgeben. Damals wurde der Besitz von Sprengstoff, der für die Raketenzündungen notwendig war, strafbar.

## Bedeutung für die Philatelie

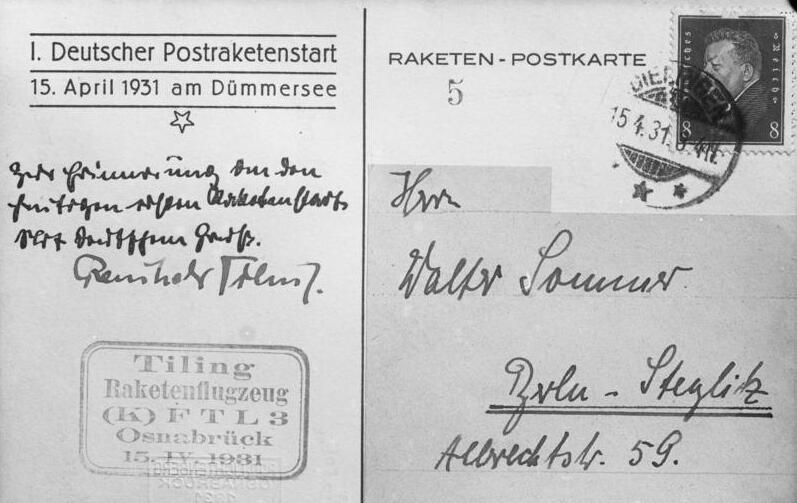
Eine beim ersten deutschen Postraketenflug („(K) FTL3“ von Tiling, 15. April 1931) beförderte Postkarte

Bereits von Beginn an hatte die Postrakete eine Bedeutung für Philatelisten. Sowohl Schmiedl als auch Zucker gaben eigene philatelistische Sammelobjekte mit Sondermotiven aus, die mit der Postrakete in Zusammenhang standen. So hatte etwa Gerhard Zucker in England Kuverts herausgebracht, die für den Transport mit der Rakete bestimmt waren, und anlässlich des Starts der Postrakete von Schmiedl wurde von ihm ein Briefmarkenblock in vier gestalterischen Varianten mit einer Gesamtauflage von 1200 Stück herausgegeben. Mit dem Erlös aus den Verkäufen wurden die Postraketenversuche teilweise finanziert.
Dieses Vorgehen hatte aber für beide Forscher beträchtliche Konsequenzen. Sowohl die britische als auch die österreichische Post sahen darin eine geschäftliche Konkurrenz und leiteten entsprechende Schritte ein. Die britische Royal Mail betrachtete Zucker als eine „Gefahr für die Erträge der Post und für die Sicherheit des Landes“, was dazu führte, dass der Forscher wieder nach Deutschland zurückgeschickt wurde. Die österreichische Post ließ eine Verordnung ergehen, die die Ausgabe von privaten Wertzeichen untersagte, sodass Schmiedl damit eine wesentliche Einnahmequelle verlor.
Zu Ehren des österreichischen Pioniers der Postrakete fanden um den 90. Geburtstag von Friedrich Schmiedl in Semriach von 14. bis 16. Mai 1992 Starts von Modellraketen des Typs Thor statt.
Auch 2002 veranstaltete die Philatelistische Gesellschaft Graz anlässlich Schmiedls 100. Geburtstags mehrere Postraketenstarts in Semriach.